# Дракон бажань
«Дракон бажань» — комедія з комп'ютерною анімацією 2021 року, написана та знята Крісом Аппелгансом, а продюсерами виступили — Sony Pictures Animation та Tencent Pictures . В мультфільмі зіграли Джиммі Вонг, Джон Чо, Констанс Ву, Наташа Лю Бордіццо, Джиммі О. Янг, Аарон Ю, Уілл Юн Лі та Ронні Чіенг . Джекі Чан продюсував фільм і озвучив роль Чо в китайській версії. Герої були озвучені як в китайських, так і в англійських випусках фільму.
Дракон бажань був випущений у кінотеатрах Китаю 15 січня 2021 року, а на Netflix — 11 червня 2021 року

## Сюжет
Дін — студент коледжу з робітничого класу Шанхаю, який мріє возз'єднатися зі своєю подругою дитинства Лі На, яка десять років тому переїхала зі своїм батьком, містером Ваном, і тепер живе розкішним життям. Одного разу літній чоловік дарує Діну чайник, з якого виходить Лонг — дракон бажань. Лонг повідомляє Діну, що він може виконати три бажання свого господаря, тобто тому, хто володіє чайником. Дін станє десятим і останнім господарем Лонга, який звільнить Лонга від його рабства, дозволивши йому увійти в світ Духів. Згодом Діна переслідує тріо головорізів на чолі з людиною на ім'я Покетс, посланих містером Ваном, щоб повернути чайник в надії врятувати свій невдалий бізнес. Дін використовує своє перше бажання, щоб битися з головорізами і втекти.
Наступного дня Дін і Лонг прибувають на день народження Лі На. Дін загадує своє друге бажання — на 24 години тимчасово стати як заможній принц, сподіваючись на те, що Лі На помітить його і відновить їхню дружбу. Лі На розчаровується, коли розуміє, що її батько не буде на дені народженні. Дін, дотримуючись свого маскування як «Ден», втішає її, і містер Ван (через відеодзвінок) просить їх разом пообідати. Лонг попереджає Діна, що Лі На покине його, як тільки дізнається його особу, через їх різний соціально-економічний статус.
Під час побачення Дін просить поради у Лонга, як діяти відповідно до його нового статусу, але в кінцевому підсумку засмучує Лі На. Вони в обох потрапляють в район Діна після того, як головорізи знову зустріли Діна. Дін розкривається Лі На, і вони проводять решту дня з Діном в його квартирі, переживаючи свої дитячі розваги. Однак Лі На нарешті відступає, стверджуючи, що у неї є обов'язки та очікування, які вона повинна задовольнити, зачіпаючи почуття Діна. Пізніше тієї ночі Дін сердито просить Лонга зробити його багатим, намагаючись отримати повагу. Лонг розповідає Діну, що в минулому житті він був багатим і могутнім правителем, чиє правління закінчилося самотністю і трагедією, за що потім був покараний богами за його егоїзм, ставши Драконом бажань. Робота Лонга як Дракона бажань має на меті змусити його оцінити сенс життя, чого йому не вдалося досягти з усіма своїми попередніми господарями.
Вистеживши Діна, Покетс зраджує містера Ванга, забираючи собі чайник і просить дракона бажання перетворити все, до чого він торкається, на золото . Він скидає пана Ванга з великого риштування, смертельно поранивши його на очах у Лі На. Дін переслідує головорізів, і врешті-решт бере участь у боротьбі з Покетс на спині Лонга. Покетс загоняє Діна в кут і готується вдарити його золотою рукою, але Лонг ставить себе на заваді, через що і він, і Покетс перетворюються на золоті статуї. Дін не в змозі перешкодити статуї Лонга опуститися на дно річки, а Покетс розбивається на шматки об землю.
Лонг знаходить своє людське я біля входу у світ Духів. Незважаючи на спокусу пройти крізь ворота, він благає охоронця воріт повернутися до Діна, оскільки він не використав своє третє бажання. Опікун погоджується, за однієї умови. Дін використовує своє останнє бажання, щоб зцілити містера Ванга, і Лонг зникає.
Через деякий час містер Ван відкриває ресторан, де готує мама Діна, допомагають Дін і Лі На. Дін знаходить чайник, подібний до того, в якому проживав Лонг, і відпускає його. Лонг каже Діну, що єдиною умовою його повернення на Землю було залишитися і служити ще десяти господарям. Попрощавшись із Лонгом, Дін ставить чайник на карету, керовану літнім чоловіком із самого початку, який насправді є охоронцем воріт у світ Духів.

## Озвучення
- Джиммі Вонг у ролі Діна Сонга, студента коледжу з робітничого класу, який мріє возз'єднатися зі своїм другом дитинства Лі На
  - Ян Чен — Янг Дін
- Джон Чо в ролі Лонга, цинічного, але всемогутнього дракона, здатного виконувати бажання
- Констанс Ву в ролі місіс Пісня Діна сувора, але любляча мати
- Наташа Лю Бордіццо в ролі Лі На Ван, друга дитинства Діна, яка кілька років тому переїхала з батьком із району, де вона жила, і зараз живе розкішним життям
  - Алісса Аб'єра — Янг Лі На
- Джиммі О. Янг — Шорт Гун, один із головорізів Покетса; і охоронець
- Аарон Ю в ролі Покетса, поплічника, якого Ван найняв, щоб отримати чайник, який має Дін
- Уілл Юн Лі в ролі містера Ванга, відсутнього, але турботливого батька Лі На, бізнес якого провалюється
- Ронні Чіенг — Бог Піпа, охоронець воріт у світ Духів

## Випуск
Спочатку Дракон бажань планувалося випустити 26 липня 2019 року, але на Міжнародному фестивалі анімаційних фільмів в Аннесі було підтверджено, що його відкладено на 2020 рік . У жовтні Кіпо та творець Епохи Чудових Звірів Редфорд Секріст підтвердили, що фільм вийде в прокат у 2021 році . Фільм вийшов у Китаї 15 січня 2021 року.
Фільм був випущений на Netflix 11 червня 2021 року в рамках літнього випуску.